# Katomérion
Katomérion är en ort i Grekland.   Den ligger i prefekturen Lefkas och regionen Joniska öarna, i den centrala delen av landet, 260 km väster om huvudstaden Aten. Katomérion ligger 71 meter över havet och antalet invånare är 492. Den ligger på ön Nisída Meganísi.
Terrängen runt Katomérion är kuperad åt sydväst. Havet är nära Katomérion österut. Närmaste större samhälle är Pálairos, 16,4 km nordost om Katomérion. 